# Улифантс
У́лифантс (О́лифантс, Слоновая, на территории ЮАР — У́лифантсрифир, на территории Мозамбика — Элефа́нтиш, Элефантес, африк. Olifantsrivier, англ. Olifants River) — река в Южной Африке, в Южно-Африканской Республике и Мозамбике, правый и крупнейший приток Лимпопо.
Река берёт своё начало в северо-восточной провинции ЮАР Мпумаланга на возвышенности Витватерсранд, в верхнем течении маловодна, порожиста. Далее протекает в Мозамбик. Её длина составляет 560 (760) километров, площадь бассейна — около 54,6 тыс. км². Впадает в Лимпопо. В бассейне находится Национальный парк Крюгера. Имеет ряд притоков. Основные притоки — Стилпорт (правый), Иландс (левый). Среднемноголетний расход воды 62,7 м³/с (годовой объём стока 1,98 км³). Зарегулирована. На реке сооружены две крупные плотины, воды реки используются для орошения. Наиболее полноводна летом в связи с муссонными дождями.
В долине реки Улифантс на трёх участках местонахождения Txina Txina в ущелье Мачампане имеются стоянки позднего каменного века (ESA) от позднего плейстоцена до голоцена.